# Вовчок єгипетський
Вовчок єгипетський (Orobanche aegyptiaca) — вид квіткових рослин родини вовчкових (Orobanchaceae).

## Біоморфологічна характеристика
Це голопаразит-однорічник. Рослина заввишки (10)15–50 см, зазвичай залозисто-запушена, часто рівномірно розгалужена знизу подовженими гілками. Листки-луски завдовжки 5–15 мм, ланцетні, товсті, запушені чи голі. Колоси нещільні, до 25 см завдовжки. Квітки майже сидячі чи на коротких квітконіжках. Чашечка дзвінчаста, 10–14 мм, 4- або 5-лопатева до середини. Віночок фіолетово-блакитний, 20–35 мм завдовжки. Коробочка 8–12 мм завдовжки, від довгастої до майже сфероїдної, загострена, гола. Насіння ≈ 0.7 мм завдовжки, від майже кулястого до широко-яйцюватого, сітчасте. 2n = 24.

## Поширення
Північна частина Африки (Алжир, Єгипет, Марокко, Туніс, Чад), південь Європи (Болгарія; європейська Туреччина, Росія, Україна: Крим), західна, центральна й південна частина Азії (Казахстан, Туркменістан, Узбекистан, Киргизстан, Таджикистан, Північний Кавказ, Грузія, Вірменія, Азербайджан, Туреччина, Ірак, Іран, Афганістан, Кіпр, Ліван, Сирія, Ізраїль, Синайський півострів, Йорданія, Саудівська Аравія, Кувейт, Китай: Сіньцзян, Пакистан, Непал, Індія, Бангладеш).
В Україні вид росте у садах, на городах, біля доріг — у Криму, рідко (Бахчисарай, Сімферополь); ймовірно, адвентивний.